# Official Table of Drops
L'Official Table of Drops est un manuel publié par le Bureau de l'Intérieur britannique, utilisé pour calculer la longueur appropriée de la corde lors des exécutions capitales par pendaison.

## Histoire
En 1886, après une série d'exécutions ratées dont celle de John Babbacombe Lee, Henry Bruce forme et préside un comité visant à trouver une solution pour rendre plus efficaces les pendaisons. Les résultats du rapport de la commission sont publiés en 1888.
En 1913, une édition considérablement révisée de la Table est éditée. 
Bien que le tableau ne soit plus utilisé par le Royaume-Uni, son édition de 1913 est encore en usage à Singapour, vraisemblablement en Malaisie et peut-être aussi dans d'autres anciennes colonies qui ont conservé le mode d'exécution britannique.

## Tableau
| Poids du corps | Poids du corps | Poids du corps | Taille (1888–1913) | Taille (1888–1913) | Taille depuis 1913 | Taille depuis 1913 |
| Stone          | Livre          | kg             | pieds              | cm                 | pieds              | cm                 |
| -------------- | -------------- | -------------- | ------------------ | ------------------ | ------------------ | ------------------ |
| 14,0           | 196            | 89             | 8′0"               | 244                | 5′5"               | 165                |
| 13,5           | 189            | 86             | 8′2"               | 249                | 5′6"               | 168                |
| 13,0           | 182            | 82¾            | 8′4"               | 254                | 5′8"               | 173                |
| 12,5           | 175            | 79½            | 8′6"               | 259                | 5′11"              | 180                |
| 12,0           | 168            | 76¼            | 8′8"               | 264                | 6′1"               | 185                |
| 11,5           | 161            | 73¼            | 8′10"              | 269                | 6′4"               | 193                |
| 11,0           | 154            | 70             | 9′0"               | 274                | 6′6"               | 198                |
| 10,5           | 147            | 66¾            | 9′2"               | 279                | 6′8"               | 203                |
| 10,0           | 140            | 63¾            | 9′4"               | 284                | 7′1"               | 215                |
| 9,5            | 133            | 60½            | 9′6"               | 290                | 7′5"               | 226                |
| 9,0            | 126            | 57¼            | 9′8"               | 295                | 7′7"               | 231                |
| 8,5            | 119            | 54             | 9′10"              | 300                | 7′9"               | 236                |
| 8,0            | 112            | 51             | 10′0"              | 305                | 8′0"               | 244                |